# Sleepless (2001)
Sleepless (Originaltitel: Non ho sonno, zu Deutsch: Ich bin nicht müde) ist ein italienischer Giallo von Dario Argento aus dem Jahr 2001. Die seit 2008 bestandene Indizierung des Films wurde im November 2016 vorzeitig aufgehoben.

## Handlung
1983 untersuchte der Kriminalbeamte Ulisse Moretti eine Mordserie in Turin, die von der Presse „die Zwergenmorde“ genannt wurde. Der Hauptverdächtige, ein kleinwüchsiger Mann namens Vincenzo de Fabritiis, starb durch Suizid und der Fall galt als abgeschlossen. 17 Jahre später beginnt eine ähnliche Mordserie. Moretti, der bereits im Ruhestand ist, wird mit den Ermittlungen betraut. Er arbeitet eng mit Giacomo zusammen, dessen Mutter 1983 ebenfalls ermordet wurde. Nachdem Moretti an einem Herzinfarkt gestorben ist, stellt sich heraus, dass Lorenzo, Giacomos Freund seit Kindheitstagen, damals wie heute die Morde begangen hat. Als Lorenzo Giacomos Freundin Gloria ebenfalls töten will, wird er von der Polizei erschossen.

## Kritiken
„Ein recht sorgfältig ausgearbeiteter Psychothriller, mit dem Dario Argento an die Anfänge seiner Arbeiten anknüpfen kann, ohne freilich neue Signale zu setzen. Solide Unterhaltung, die oftmals eine ruppige Gangart einschlägt.“